# U-140号潜艇 (1917年)
陛下之140号潜艇是德意志帝国海军建造的U-139级巡洋潜艇的二号艇。它由基尔的日耳曼尼亚船厂承建，于1917年11月4日下水，至1918年3月28日交付使用。U-140号是在第一次世界大战期间服役的329艘德国潜艇之一，曾参加过大西洋潜艇战。在其仅有的一次巡逻中，共击沉协约国或中立国的6艘商船（30004总吨）和1艘灯船（590吨）。战后，U-140号被引渡至美国，并继续为美国海军效力，直至1921年7月22日作为靶舰在查尔斯角附近遭击沉。

## 设计

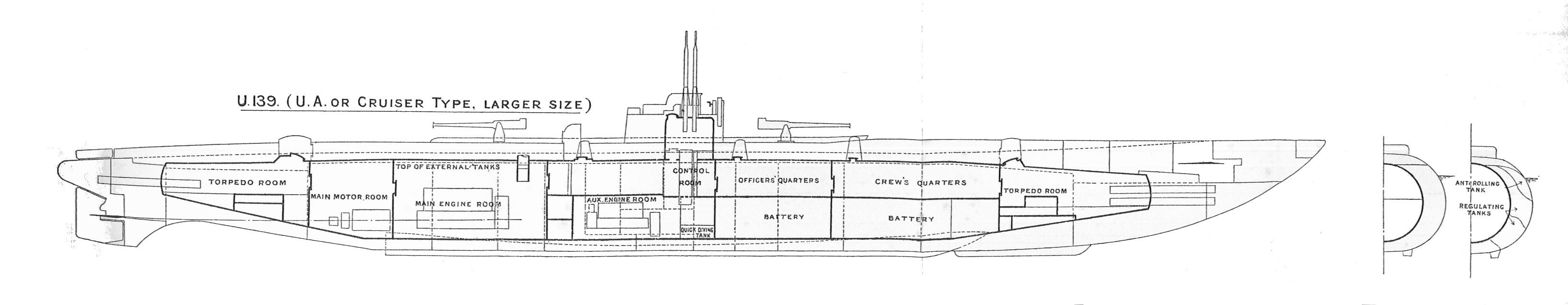
U-139级潜艇平面及剖面图

U-140号是U-139级巡洋潜艇的二号艇。这是德国有史以来最大型的军用潜艇之一，体积甚至超过了二战中最大的X级潜艇。它的水面排水量1930吨，水下则高达2483吨；全长92米，舷宽9.12米，有5.27米的吃水深度，安全潜航深度75米。推进系统为两台总功率为3,500匹公制馬力（2,574千瓦特）的六缸四冲程柴油发动机和两台总功率为1,780匹公制馬力（1,309千瓦特）的双电动发电机，可分别提供最高15.8節（29.3每小時）的水面航速和最高7.6節（14.1每小時）的水下航速，8節（15每小時）航速时的水面续航里程为17,750海里（32,870）、4.5節（8.3每小時）航速时则可在水下巡航53海里（98）。额定船员编制66人，另配有21名俘虏舱位，甚至有1张专为被俘军官预留的铺位。为了满足海上长时间巡航的需求，该艇还装备有以柴油机排出的高温废气为能源的海水淡化装置，并为此而搭载了总功率为900匹公制馬力（662千瓦特）的两台辅助柴油发电机。
U-140号装备有六具直径为500毫米的鱼雷发射管，其中艇艏四具、艉部两具，并可合共搭载至多24枚G6型鱼雷。作为辅助武器的甲板炮是两门88毫米30倍径速射炮，为提高射速还配备了扬弹机。舰桥后部安装了一具大型测距仪，用于提高火炮射击精度。潜望镜从以往的单目式改为双目式，司令塔的指挥中心外壳采用90毫米厚的钢板作为防护装甲，以抵御敌方商船通常携带的火炮；而耐压壳体也比往常厚了25毫米，以增加潜航深度。艇艛则升高了2米，这样即便被炮弹命中也不会穿透耐压壳体。因此，它既适用于无限制潜艇战，也适用于捕获法则下的破交战。

## 历史

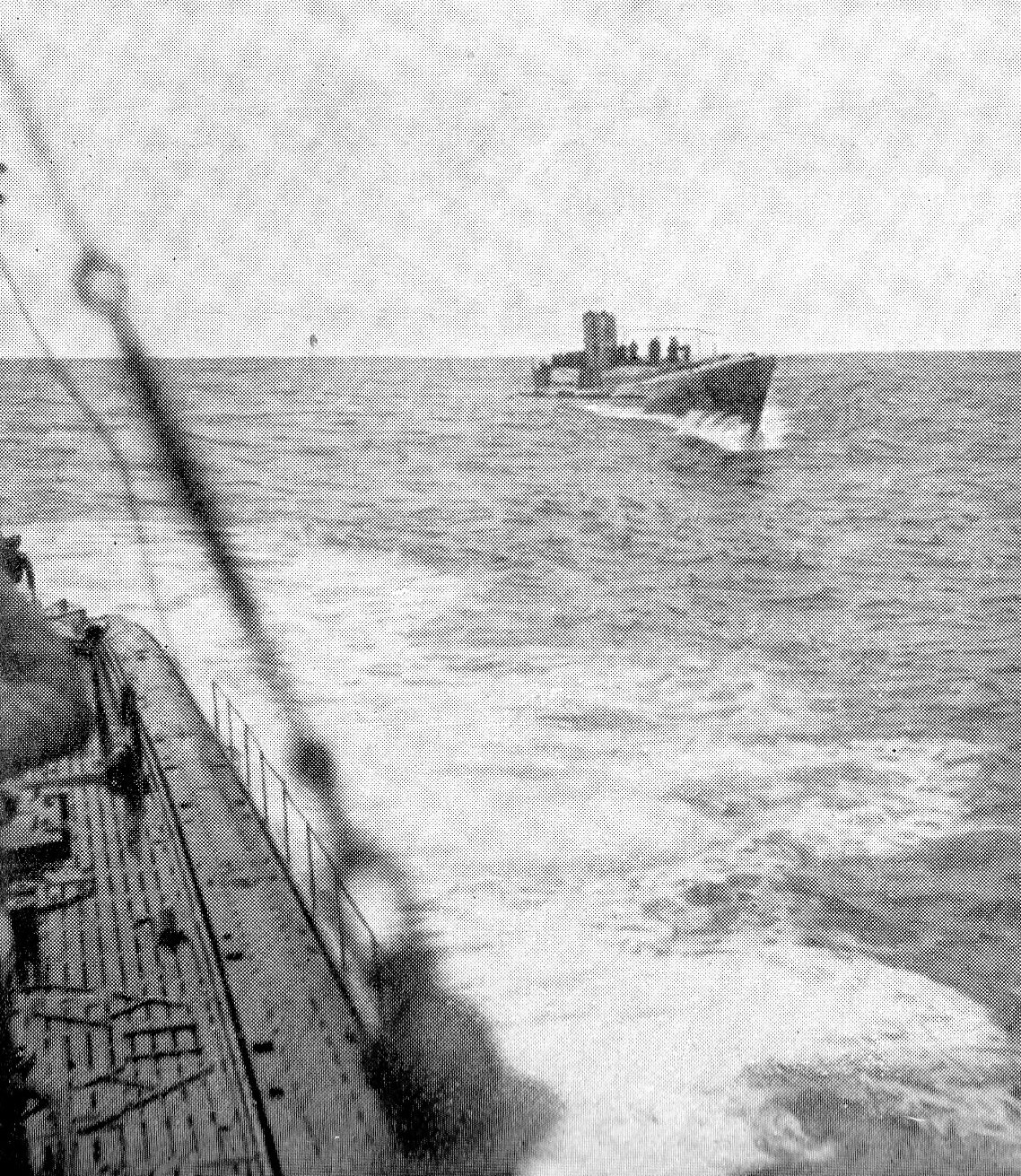
U-140号与U-117号（右）在法罗群岛会合

U-140号是由德意志帝国海军作为N项战时订单（Kriegsauftrag N）的一部分，于1916年8月1日向基尔的日耳曼尼亚船厂订购，建造编号为301。艇体于1917年11月4日下水，至1918年3月28日在首任暨唯一一任艇长、海军少校瓦尔德马尔·科普哈梅尔的指挥下正式交付使用。完成海试后，U-140号被编入驻基尔的巡洋潜艇部队（U-Kreuzer-Verband）服役，并一直隶属于该部队直至战争结束。
第一次世界大战期间，U-140号是继U-151号和U-156号之后，第三艘被用作破坏北美航运的德国U艇。在其仅有的一次美国东岸巡航期间，共击沉6艘协约国或中立国商船，容积总吨为30004吨。被U-140号击沉的最大型船舶是万吨级的美国油轮O·B·詹宁斯号（O. B. Jennings），它于1918年8月4日从普利茅斯前往纽波特纽斯的途中，在維吉尼亞离岸约100海里（190）处遭遇袭沉没，成为一战期间被U艇击沉的最大型船舶之一。此外，U-140号还于1918年8月6日在哈特拉斯角附近摧毁了590吨重的美国钻石滩71号灯船。三天后，它勉强躲避了美国驱逐舰斯特林厄姆号投掷的深水炸弹。当时U-140号正在追猎巴西轮船乌贝拉巴号（Uberaba），但后者通过紧急求救，引发了驱逐舰与U艇在北美海域的首次交锋。由战损导致的燃油泄漏则迫使艇长科普哈梅尔少校终止了巡航任务。返航途中，U-140号收到U-117号潜艇的无线电求助，后者也从北美返回，正面临燃料耗尽的危险。两艘艇约定9月12日和13日于法罗群岛附近会合，U-140号在那里向U-117号提供了大约23000升柴油，使之能够顺利返抵基尔。
1918年11月11日生效的停战协议结束了第一次世界大战，并要求德国将其既有的潜艇移交协约国。之后，U-140号被引渡至哈维奇正式投降。它于1919年2月23日移交美国海军，与另外六艘德国U艇共同作为美国当局发行的“胜利自由债券”促销活动的展品而被送往美国。活动结束后，U-140号与U-117号和UB-148号一同被搁置在费城海军船厂，直至1921年才重新出海，并作为靶舰于7月22日在查尔斯角附近的一次炮术训练中被迪克森号驱逐舰击沉。

## 袭击历史摘要
| 日期          | 船名          | 船籍       | 吨位  | 结局 |
| ------------- | ------------- | ---------- | ----- | ---- |
| 1918年7月27日 | 波尔图号      | 葡萄牙     | 1079  | 击沉 |
| 1918年8月2日  | 德山丸        | 日本       | 7029  | 击沉 |
| 1918年8月4日  | O·B·詹宁斯号  | 美国       | 10289 | 击沉 |
| 1918年8月5日  | 斯坦利·M·西曼 | 美国       | 1060  | 击沉 |
| 1918年8月6日  | 钻石滩71号    | 美国灯塔局 | 590   | 击沉 |
| 1918年8月6日  | 天璇号        | 美国       | 3024  | 击沉 |
| 1918年8月21日 | 大奥密号      | 英国       | 7523  | 击沉 |

## 脚注
1. 1 2  Helgason, Guðmundur. . German and Austrian U-boats of World War I - Kaiserliche Marine - Uboat.net.   [2014-12-08].
2. ↑  Gröner 1991，第19–21頁.
3. 1 2  Helgason, Guðmundur. . German and Austrian U-boats of World War I - Kaiserliche Marine - Uboat.net.   [2021-12-28].
4. 1 2  Gröner 1991，第17–19頁.
5. ↑  陈进，第188頁.
6. ↑  Uttridge，第32頁.
7. ↑  Herzog，第136頁.
8. ↑  Helgason, Guðmundur. . German and Austrian U-boats of World War I - Kaiserliche Marine - Uboat.net.   [2021-12-28].
9. ↑  Helgason, Guðmundur. . German and Austrian U-boats of World War I - Kaiserliche Marine - Uboat.net.   [2021-12-28].
10. ↑  Halpern，第433頁.
11. ↑  Beckmann，第49頁.
12. ↑  Gibson & Prendergast，第377頁.
13. ↑  Helgason, Guðmundur. . German and Austrian U-boats of World War I - Kaiserliche Marine - Uboat.net.   [2014-12-08].